# Тимошенко, Юрий Трофимович
Ю́рий Трофи́мович Тимоше́нко (сценический псевдоним Тарапунька; 2 июня 1919, Каленики — 1 декабря 1986, Ужгород) — советский киноактёр, мастер коротких одноактных пьес комедийного содержания, юморист, комик; народный артист Украинской ССР (1960). Лауреат Сталинской премии I степени (1950).

## Биография
Родился 2 июня 1919 года в селе Каленики (ныне Решетиловский район, Полтавская область). Имя, данное при рождении — Георгий. Позднее сменил его.
В 1941 году окончил Киевский театральный институт.
Участник Великой Отечественной войны с июня 1941 года. Проходил службу в ансамблях песни и пляски Киевского военного округа и Юго-Западного фронта и в должности юмориста ансамбля Краснознамённой песни и пляски 1-го Белорусского фронта. Выступал в образе-маске банщика Мочалкина. Однополчанин будущих народных артистов Украины балетмейстера А. Н. Сегала, Е. И. Березина, киноактёра Б. М. Сичкина и хореографа Бориса Каменьковича. 
Награждён орденами и медалями. Войну окончил в звании старшего сержанта.
После войны, сменив сценический псевдоним, стал именоваться Тарапунькой, выступая в паре с Ефимом Березиным в дуэте Тарапунька и Штепсель.

## Личная жизнь
Был женат на народной артистке СССР О. Я. Кусенко. 12 декабря 1961 года женился на певице Ю. М. Пашковской.

## Смерть
Скончался 1 декабря 1986 года на 68-м году жизни в Ужгороде. Похоронен в Киеве на Байковом кладбище.

## Ю. Тимошенко и филателия
Юрий Тимошенко увлекался филателией. Темой его коллекции была хронология советских марок.

## Награды и звания
- орден Отечественной войны I степени (6.4.1985)[2]
- орден Отечественной войны II степени (03.11.1944)[3]
- орден Трудового Красного Знамени
- орден Красной Звезды (25.10.1943)[4]
- орден «Знак Почёта» (30.06.1951)[5]
- медали, в том числе:
- «За боевые заслуги»
- «За оборону Сталинграда»
- «За оборону Киева»
- «За победу над Германией в Великой Отечественной войне 1941—1945 гг.»
- «За взятие Кёнигсберга»
- «За взятие Берлина»
- «За освобождение Варшавы»
- «За освобождение Праги»
- «Ветеран труда»
- Сталинская премия первой степени (1950) — за исполнение роли Кости Зайченко в фильме «Падение Берлина»
- народный артист УССР (1960)

## Творчество

### Роли в кино
- 1939 — Шуми городок — музыкант (нет в титрах)
- 1946 — Центр нападения — репортёр Юра (в титрах — Г. Тимошенко)
- 1949 — Падение Берлина — Костя Зайченко
- 1950 — Далеко от Москвы — связист стройучастка (нет в титрах)
- 1953 — Тарапунька и Штепсель под облаками (короткометражный) — Тарапунька
- 1953 — Судьба Марины — фотокорреспондент областной газеты (эпизод)
- 1953 — Калиновая роща — Мартын Гаврилович Кандыба, секретарь сельсовета, колхозный «бюрократ-писатель»
- 1954 — Весёлые звёзды — Тарапунька
- 1955 — Звёзды на крыльях — старшина Клочко
- 1955 — Приключения с пиджаком Тарапуньки (короткометражный) — Тарапунька
- 1957 — Штепсель женит Тарапуньку — Тарапунька (также режиссёр)
- 1958 — Поэма о море — Яценко, односельчанин Игната Федорченко, (нет в титрах)
- 1959 — В этот праздничный вечер — Тарапунька
- 1959 — Зелёный фургон — Грищенко
- 1962 — Ехали мы, ехали… — Тарапунька (также режиссёр и сценарист)
- 1962 — Фитиль — Поедем напрямик, серия № 2, Мышеловка, серия № 4
- 1963 — Фитиль — Номенхалтура, серия № 9
- 1964 — Лёгкая жизнь — Тарапунька, сцена в ресторане
- 1965 — В первый час — гость «Голубого огонька»
- 1965 — Новогодний календарь
- 1968 — Ровно двадцать с хвостиком — Тарапунька
- 1969 — Похищение — артист Тимошенко
- 1970 — Смеханические приключения Тарапуньки и Штепселя — Тарапунька
- 1971 — Где вы, рыцари? — хирург
- 1976 — От и до — Тарапунька
- 1980 — Беспокойтесь, пожалуйста — Тарапунька
- 1986 — Моя хата с краю — Тарапунька